# Йеллоу-Банк (тауншип, Миннесота)
Йеллоу-Банк (англ. Yellow Bank) — тауншип в округе Лак-ки-Парл, Миннесота, США. На 2000 год его население составило 177 человек.

## География
По данным Бюро переписи населения США площадь тауншипа составляет 91,6 км², из которых 91,2 км² занимает суша, а 0,3 км² — вода (0,37 %).

## Демография
По данным переписи населения 2000 года здесь находились 177 человек, 69 домохозяйств и 54 семьи. Плотность населения —  1,9 чел./км². На территории тауншипа расположено 82 постройки со средней плотностью 0,9 построек на один квадратный километр. Расовый состав населения: 100,00 % белых.
Из 69 домохозяйств в 29,0 % воспитывались дети до 18 лет, в 73,9 % проживали супружеские пары, в 1,4 % проживали незамужние женщины и в 21,7 % домохозяйств проживали несемейные люди. 20,3 % домохозяйств состояли из одного человека, при том 11,6 % из — одиноких пожилых людей старше 65 лет. Средний размер домохозяйства — 2,57, а семьи — 2,94 человека.
24,3 % населения — младше 18 лет, 6,2 % — в возрасте от 18 до 24 лет, 27,1 % — от 25 до 44, 22,6 % — от 45 до 64, и 19,8 % — старше 65 лет. Средний возраст — 39 лет. На каждые 100 женщин приходилось 124,1 мужчин. На каждые 100 женщин старше 18 приходилось 109,4 мужчин.
Средний годовой доход домохозяйства составлял 33 036 долларов, а средний годовой доход семьи —  34 464 доллара. Средний доход мужчин —  23 750  долларов, в то время как у женщин — 16 500. Доход на душу населения составил 14 867 долларов. За чертой бедности находились 4,4 % семей и 4,2 % всего населения тауншипа.